# Get Up, Stand Up
Get Up, Stand Up är en reggaesång (roots reggae) skriven av Bob Marley och Peter Tosh 1973. Den fanns ursprungligen med på The Wailers album Burnin' från 1973. Det är en välkänd låt, även utanför reggaekretsar i likhet med "No Woman No Cry" av Bob Marley. Låten kritiserar skarpt den kristna tron.

## Omnämnande och användning i konserter
Låten fanns vanligen med på Bob Marleys konserter, inte sällan som den sista låten. "Get Up, Stand Up" var också den sista låten Marley någonsin framförde på scen. Det skedde den 23 september 1980 på Stanley Theater i Pittsburgh, Pennsylvania.
På sin Live-DVD Hollywood Bowl berättar konstnären Ben Harper om en barndomserfarenhet när det gäller låten. Under Marleys konsert 1978 på Starlight Amphitheater dök Peter Tosh upp oanmäld när den här låten var skulle framföras, tog mikrofonen från Marley och började sjunga den sista versen av låten till öronbedövande applåder. Tosh och hans Word, Sound and Power var förband åt Rolling Stones på turné vid det tillfället.

## Inspelningar med The Wailers
Sången blev återinspelad in och återutgiven av de tre stora Wailers-artisterna (Bob, Peter och Bunny) på egen hand efter att de delat på sig 1974 och gjorde egna versioner, alla med olika arrangemang och förhållningssätt till den tredje versen. Bob Marley and The Wailers enda version med Marley som ensam sångare . . . finns på albumet Live! (1975). Denna version var anmärkningsvärd för ""A joo, a yo yo yo"-versen- efter den tredje versen. Tosh skulle komma att presentera sin egen solo-version på sitt andra utgåvan, Equal Rights 1977. Bunny Wailer var den sista att släppa sin egen version finns på albumet Protest. På denna version medverkade faktiskt Tosh på grund av sin inblandning i inspelningen av albumet före hans död.
På singelssamlingen Africa Unite: The Singles Collection (2005) med Bob Marley and the Wailers har sönerna Damian och Stephen Marley lekt fram låten "Stand Up Jam Rock". Soundet är Welcome To Jamrock, som från början är Ini Kamozes, men melodin Get Up, Stand Up går bra ihop med den moderna musiken. Denna version avslutas med en rad spydiga muntliga kommentarer från Peter Toshs sida angående kristendomen.